# ウラギンアゲハ亜科
ウラギンアゲハ亜科（ウラギンアゲハあか、Baroniinae）は、アゲハチョウ科を分類する3亜科の1つである。
メキシコの固有種であるウラギンアゲハの1種のみからなる単型の分類群である。

## 特徴
本亜科の特徴としては、成虫の前胸の頸板が小さく細長く骨化している。
前翅表面の径脈の基部が厚く、骨化している。
オスのバルブの側域に、膜質の葉状突起がある。

## 分類
- ウラギンアゲハ亜科
  - ウラギンアゲハ属
    - ウラギンアゲハ